# آرتورو سابادین
آرتورو سابادین (ایتالیایی: Arturo Sabbadin؛ زادهٔ ۱۱ اوت ۱۹۳۹) دوچرخه‌سوار اهل ایتالیا است.